# Química de la radiación
La química de la radiación es una subdivisión de la química nuclear que estudia los efectos químicos de la radiación ionizante sobre la materia. Es bastante diferente de la radioquímica, ya que no es necesario que haya radiactividad en el material que está siendo modificado químicamente por la radiación. Un ejemplo es la conversión del agua en hidrógeno gaseoso y peróxido de hidrógeno.

## Interacciones de la radiación con la materia
A medida que la radiación ionizante se mueve a través de la materia, su energía se va depositando a través de interacciones con los electrones del medio absorbente. El resultado de una interacción entre la radiación y las especies absorbentes es la eliminación de un electrón de un átomo o enlace molecular para formar radicales y especies excitadas. A continuación, las especies radicales reaccionan entre sí o con otras moléculas cercanas. Son finalmente las reacciones de las especies radicales las responsables de los cambios observados tras la irradiación de un sistema químico.
Las especies de radiación con carga eléctrica (partículas α y β) interactúan mediante fuerzas culombianas que se ejercen entre las cargas de los electrones del medio absorbente y la partícula de radiación cargada. Estas interacciones se producen continuamente a lo largo de la trayectoria de la partícula incidente hasta que la energía cinética de la partícula se agota lo suficiente. Las especies no cargadas (fotones γ, rayos X) sufren un único evento por fotón, consumiendo totalmente la energía del fotón y provocando la eyección de un electrón de un único átomo. Los electrones con energía suficiente proceden a interactuar con el medio absorbente de forma idéntica a la radiación β.
Un factor importante que distingue los distintos tipos de radiación entre sí es la transferencia lineal de energía (TLE), que es la velocidad a la que la radiación pierde energía con la distancia recorrida a través del medio absorbente. Las especies de baja TLE suelen ser de poca masa, ya sean fotones o especies de masa electrónica (partículas beta, positrones) e interactúan escasamente a lo largo de su recorrido por el absorbente, dando lugar a regiones aisladas de especies radicales reactivas. Las especies de alta TLE suelen tener una masa superior a la de un electrón, por ejemplo las partículas α, y pierden energía rápidamente dando lugar a un cúmulo de eventos de ionización muy próximos entre sí. En consecuencia, la partícula pesada recorre una distancia relativamente corta desde su origen.
Las áreas que contienen una alta concentración de especies reactivas tras la absorción de energía de la radiación se denominan espolones. En un medio irradiado con radiación de baja TKE, los espolones están escasamente distribuidos por la vía y no pueden interactuar. Para la radiación de alta TLE, los espolones pueden solaparse, lo que permite reacciones entre espolones, dando lugar a diferentes rendimientos de productos en comparación con el mismo medio irradiado con la misma energía de radiación de baja TLE.

## Reducción de compuestos orgánicos por electrones solvatados
Un área de trabajo reciente ha sido la destrucción de compuestos orgánicos tóxicos por irradiación. Por ejemplo, tras ser irradiadas, las dioxinas" (policlorodibenzo-p-dioxinas) se decloran del mismo modo que los PCBs pueden convertirse en bifenilo y cloruro inorgánico. Esto se debe a que los electrones solvatados reaccionan con el compuesto orgánico para formar un anión radical, que se descompone por la pérdida de un anión cloruro. Si una mezcla desoxigenada de PCB en isopropanol o aceite mineral se irradia con rayos gamma, los PCB se declorarán para formar cloruro inorgánico y bifenilo. La reacción funciona mejor en isopropanol si se añade hidróxido potásico (potasa cáustica). La base desprotoniza el radical hidroxidimetilmetilo para convertirlo en acetona y un electrón solvatado. Como resultado el valor G (rendimiento para una energía dada debido a la radiación depositada en el sistema) del cloruro puede aumentar porque la radiación inicia ahora una reacción en cadena. Cada electrón solvatado formado por la acción de los rayos gamma puede convertir ahora más de una molécula de PCB. Si en la mezcla están presentes cantidades de oxígeno, acetona, óxido nitroso, hexafluoruro de azufre o nitrobenceno, entonces la velocidad de reacción se reduce. Este trabajo se ha realizado recientemente en EE. UU., a menudo empleando combustible nuclear usado como fuente de radiación.
Se han publicado trabajos sobre la destrucción de cloruros de arilo, y también se ha demostrado que los compuestos alifáticos de cloro y bromo como el percloroetileno, el freón (1,1,2-tricloro-1,2,2-trifluoroetano) y el halón-2402 (1,2-dibromo-1,1,2,2-tetrafluoroetano) pueden deshalogenarse por la acción de la radiación en soluciones alcalinas de isopropanol. También en este caso se ha descrito una reacción en cadena.
Además de la reducción de compuestos orgánicos por irradiación, se han publicado algunos trabajos sobre la oxidación de compuestos orgánicos inducida por radiación. Por ejemplo, se ha informado del uso de peróxido de hidrógeno radiogénico (formado por irradiación) para eliminar el azufre contenido en el carbón. En este estudio se descubrió que la adición de dióxido de manganeso al carbón aumentaba la tasa de eliminación de azufre. Se ha informado de la degradación del nitrobenceno en condiciones tanto reductoras como oxidantes en agua..

## Reducción de compuestos metálicos
Además de la reducción de compuestos orgánicos por los electrones solvatados, se ha informado que tras la irradiación una solución de pertecnetato a pH=4,1 se convierte en un coloide de dióxido de tecnecio. La irradiación de una solución a pH=1,8 forma complejos de Tc(IV) solubles. La irradiación de una solución a pH=2,7 forma una mezc La irradiación gamma se ha utilizado en la síntesis de nanopartículas de oro sobre óxido de hierro (Fe2O3).
Se ha demostrado que la irradiación de soluciones acuosas de compuestos de plomo conduce a la formación de plomo elemental. Cuando hay presentes un sólido inorgánico como la bentonita y formiato de sodio, el plomo se elimina de la solución acuosa.

## Modificación de polímeros
Otro campo clave es la química de la radiación para modificar polímeros. Utilizando la radiación, es posible convertir monómeros en polímeros, entrecruzar polímeros y romper cadenas poliméricas. Tanto los polímeros artificiales como los naturales (como los carbohidratos) pueden procesarse de este modo.

## Química del agua irradiada
Tanto los efectos nocivos de la radiación sobre los sistemas biológicos (inducción de cáncer, enfermedad por radiación y lesiones agudas por radiación]) como los efectos útiles de la radioterapia implican la química de la radiación sobre el agua. La gran mayoría de las moléculas biológicas están presentes en un medio acuoso; cuando el agua se expone a la radiación, absorbe energía y, como resultado, forma especies químicamente reactivas que pueden interactuar con sustancias disueltas (solutos). El agua se ioniza para formar un electrón solvatado y H2O+; el catión  H2O+ puede reaccionar con el agua para formar un protón hidratado (H3O+) y un radical hidroxilo (HO.). Además, el electrón solvatado puede recombinarse con el catión H2O+ para formar un estado excitado del agua. Este estado excitado luego se descompone en especies como radicales hidroxilo (HO.), átomos de hidrógeno (H.) y átomos de oxígeno (O. ). Finalmente, el electrón solvatado puede reaccionar con solutos como protones solvatados o moléculas de oxígeno para formar átomos de hidrógeno y aniones radicales dioxígeno, respectivamente. El hecho de que el oxígeno cambie la química de la radiación podría ser una de las razones por las que los tejidos oxigenados son más sensibles a la irradiación que el tejido desoxigenado en el centro de un tumor. Los radicales libres, como el radical hidroxilo, modifican químicamente algunas biomoléculas como el ADN, provocando daños como roturas en las cadenas de nucleótidos. Algunas sustancias pueden proteger contra los daños inducidos por la radiación al reaccionar con las especies reactivas generadas por la irradiación del agua.
Es importante señalar que las especies reactivas generadas por la radiación pueden participar en las "siguientes reacciones"; esto es similar a la idea de las reacciones no electroquímicas que siguen al evento electroquímico que se observa en voltametría cíclica cuando ocurre un evento no reversible. Por ejemplo, el radical SF5 formado por la reacción de electrones solvatados y SF6 sufre reacciones adicionales que conducen a la formación de fluoruro de hidrógeno y ácido sulfúrico.
En agua, la reacción de dimerización de los radicales hidroxilo puede formar peróxido de hidrógeno, mientras que en sistemas salinos la reacción de los radicales hidroxilo con aniones cloruro forma aniones hipoclorito.
La acción de la radiación sobre el agua subterránea es responsable de la formación de hidrógeno que las bacterias convierten en metano.

## Equipamiento

### Química de la radiación aplicada en equipos de procesamiento industrial
Para procesar materiales se puede utilizar una fuente gamma o un haz de electrones. El irradiador internacional tipo IV ("almacenamiento húmedo") es un diseño común, de los cuales los esterilizadores gamma JS6300 y JS6500 son ejemplos típicos. Son fabricados por 'Nordion International' y antes solían comercializarse bajo la marca  'Atomic Energy of Canada Ltd'). En estas plantas de irradiación, la fuente se almacena en un pozo profundo lleno de agua cuando no está en uso. Cuando se requiere la fuente, ésta se traslada mediante un alambre de acero hasta la sala de irradiación donde se encuentran los productos a tratar; Estos objetos se colocan dentro de cajas que se mueven por la habitación mediante un mecanismo automático. Al mover las cajas de un punto a otro, el contenido recibe una dosis uniforme. Después del tratamiento, el producto se saca de la habitación mediante un mecanismo automático. La sala de irradiación tiene paredes de hormigón muy gruesas (de unos 3 m de espesor) para evitar que se escapen los rayos gamma. La fuente consta de varillas de 60Co selladas dentro de dos capas de acero inoxidable. Las varillas se combinan con varillas ficticias inertes para formar un bastidor con una actividad total de aproximadamente 12,6 PBq (340 kCi).

### Equipamiento de investigación
Si bien es posible realizar algunos tipos de investigación utilizando un irradiador muy parecido al utilizado para la esterilización gamma, es común en algunas áreas de la ciencia utilizar un experimento "resuelto en el tiempo" en el que un material se somete a un pulso de radiación (normalmente electrones de un LINAC). Después del pulso de radiación, la concentración de diferentes sustancias dentro del material se mide mediante espectroscopia de emisión o espectroscopia de absorción, por lo que se pueden determinar las velocidades de las reacciones. Esto permite medir la capacidad relativa de las sustancias para reaccionar con las especies reactivas generadas por la acción de la radiación sobre el disolvente (comúnmente agua). Este experimento se conoce como radiólisis por pulsos que está estrechamente relacionado con la fotólisis flash.
En el último experimento, la muestra se excita mediante un pulso de luz para examinar la decadencia de los estados excitados mediante espectroscopia; sometimes the formation of new compounds can be investigated. con ello a veces se puede investigar la formación de nuevos compuestos. Los experimentos de fotólisis flash han llevado a una mejor comprensión de los efectos de los compuestos que contienen halógenos sobre la capa de ozono.

## Quimiosensor
Un quimiosensor SAW es no-iónico y no-específico. Mide directamente la masa total de cada compuesto químico a medida que sale de la columna de cromatografía de gases y se condensa en la superficie del cristal, provocando así un cambio en la frecuencia acústica fundamental del cristal.
cromatografía de gas y se condensa en la superficie del cristal, provocando así un cambio en la frecuencia acústica fundamental del cristal. La concentración de olores se mide directamente con este tipo de detector integrador. El flujo de la columna se obtiene de un microprocesador que calcula continuamente la derivada de la frecuencia SAW.